# Frênes
Frênes és un municipi delegat francès, situat al departament de l'Orne i a la regió de Normandia. L'any 2007 tenia 794 habitants.
Des de l'1 de gener de 2015, Frênes es va fusionar amb sis municipis que conformen el municipi nou de Tinchebray-Bocage.

## Demografia

### Població
El 2007 la població de fet de Frênes era de 794 persones. Hi havia 303 famílies de les quals 71 eren unipersonals (50 homes vivint sols i 21 dones vivint soles), 120 parelles sense fills i 112 parelles amb fills.
La població ha evolucionat segons el següent gràfic:
Habitants censats

### Habitatges
El 2007 hi havia 391 habitatges, 303 eren l'habitatge principal de la família, 53 eren segones residències i 34 estaven desocupats. 380 eren cases i 8 eren apartaments. Dels 303 habitatges principals, 233 estaven ocupats pels seus propietaris, 64 estaven llogats i ocupats pels llogaters i 6 estaven cedits a títol gratuït; 3 tenien una cambra, 22 en tenien dues, 54 en tenien tres, 77 en tenien quatre i 148 en tenien cinc o més. 236 habitatges disposaven pel capbaix d'una plaça de pàrquing. A 149 habitatges hi havia un automòbil i a 141 n'hi havia dos o més.

### Piràmide de població
La piràmide de població per edats i sexe el 2009 era:
| Homes | Edats   | Dones |
| ----- | ------- | ----- |
| 0     | 95 o +  | 4     |
| 0     | 90 a 94 | 8     |
| 8     | 85 a 89 | 20    |
| 8     | 80 a 84 | 16    |
| 20    | 75 a 79 | 12    |
| 8     | 70 a 74 | 4     |
| 28    | 65 a 69 | 24    |
| 20    | 60 a 64 | 20    |
| 20    | 55 a 59 | 16    |
| 28    | 50 a 54 | 20    |
| 28    | 45 a 49 | 20    |
| 16    | 40 a 44 | 8     |
| 16    | 35 a 39 | 20    |
| 24    | 30 a 34 | 32    |
| 24    | 25 a 29 | 24    |
| 20    | 20 a 24 | 12    |
| 12    | 15 a 19 | 20    |
| 28    | 10 a 14 | 28    |
| 16    | 5 a 9   | 12    |
| 20    | 0 a 4   | 12    |

## Economia
El 2007 la població en edat de treballar era de 481 persones, 361 eren actives i 120 eren inactives. De les 361 persones actives 337 estaven ocupades (195 homes i 142 dones) i 24 estaven aturades (11 homes i 13 dones). De les 120 persones inactives 38 estaven jubilades, 44 estaven estudiant i 38 estaven classificades com a «altres inactius».

### Ingressos
El 2009 a Frênes hi havia 329 unitats fiscals que integraven 829 persones, la mediana anual d'ingressos fiscals per persona era de 16.821 €.

### Activitats econòmiques
Dels 16 establiments que hi havia el 2007, 2 eren d'empreses de fabricació d'altres productes industrials, 5 d'empreses de construcció, 5 d'empreses de comerç i reparació d'automòbils, 1 d'una empresa de serveis, 1 d'una entitat de l'administració pública i 2 d'empreses classificades com a «altres activitats de serveis».
Dels 3 establiments de servei als particulars que hi havia el 2009, 1 era un taller de reparació d'automòbils i de material agrícola, 1 fusteria i 1 perruqueria.
L'any 2000 a Frênes hi havia 32 explotacions agrícoles que ocupaven un total de 850 hectàrees.

## Equipaments sanitaris i escolars
El 2009 hi havia una escola elemental integrada dins d'un grup escolar amb les comunes properes formant una escola dispersa.

## Poblacions més properes
El següent diagrama mostra les poblacions més properes.